# 林风毛菊
林风毛菊（学名：Saussurea sinuata）是菊科风毛菊属的植物。分布于俄罗斯、日本以及中国大陆的吉林等地，生长于海拔200米至700米的地区，一般生长在山坡林下，目前尚未由人工引种栽培。